# Colin Sturgess
Colin Andrew Sturgess (Wakefield, 15 de diciembre de 1968) es un deportista británico que compitió en ciclismo en las modalidades de pista, especialista en la prueba de persecución individual, y ruta.
Ganó dos medallas en el Campeonato Mundial de Ciclismo en Pista, oro en 1989 y bronce en 1991.
Participó en los Juegos Olímpicos de Seúl 1988, ocupando el cuarto lugar en la prueba de persecución individual.

## Medallero internacional
| Campeonato Mundial | Campeonato Mundial    | Campeonato Mundial | Campeonato Mundial         |
| Año                | Lugar                 | Medalla            | Competición                |
| ------------------ | --------------------- | ------------------ | -------------------------- |
| 1989               | Gante ( Bélgica)      | Medalla de oro     | Persecución individual (P) |
| 1991               | Stuttgart ( Alemania) | Medalla de bronce  | Persecución individual (P) |